# Pissonotus muiri
Pissonotus muiri är en insektsart som beskrevs av Metcalf 1943. Pissonotus muiri ingår i släktet Pissonotus och familjen sporrstritar. Inga underarter finns listade i Catalogue of Life.